# Sagrado da Birmânia
Sagrado da Birmânia ou Birmano  é uma raça de gato doméstico originária da França.[carece de fontes?]
Tornou-se bastante popular no mundo. Hoje, está entre as 10 que mais registram nascimentos nas principais entidades do exterior.

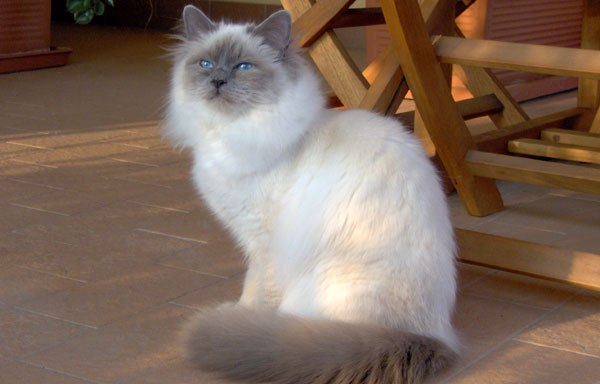

## História
A verdadeira história do Sagrado da Birmânia é misteriosa, mas reza uma lenda que na antiga Birmânia, atual Myanmar na cidade Khmer existia um templo dedicado a Deusa da transmigração das almas, Tsun-Kyan-Kse, uma "Dahini". No templo viviam os monges devotos da Deusa Tsun-Kyan-Kse e o sumo sacerdote Mun-Ha. Dentro do templo existia a preciosa estátua Deusa em ouro e nos seus olhos enormes pedras de Safira azul intenso.
Os monges cuidavam de 100 gatos, de olhos cor de ouro e de pelo branco muito parecidos com os Angorás, e entre esses tinha o preferido do alto sacerdote o fiel companheiro Sihn.
Um dia, durante um saque ao templo, assassinam Mun-ha que protegia a estátua da Deusa. O gatinho Sihn pulou no corpo agora sem vida do monge e olhou intensamente para a estátua. Foi quando acontece um milagre: nesse momento seu corpo assume um sombreado dourado como a da Deusa, seus olhos se tornam azuis cor de safira como o da Deusa e as patas assumiram a cor da terra. Somente os pés apoiados no corpo puro do monge permaneceram brancas
Os saqueadores assustados com o que tinha visto diante da estátua, sairam correndo com medo de alguma maldição da Deusa. Mas Sihn não volta a toca a sua comida na semana seguinte que decorreu e vem a óbito 7 dias depois. 
É quando acontece o milagre maior, todos os 99 gatos restantes, assumem a mesma coloração de Sihn.
O surgimento na Europa existem três versões da história a primeira é de uma gata grávida Sagrado da Birmânia veio escondida, num navio de casal de exploradores para a França, veio por volta de 1920, e assim foram cruzados os gatos consanguineamente ou com outras raças para aprimorá-lo.
A segunda história é que esse casal de franceses visitou o templo e trouxeram com eles um casal de Sagrados da Birmânia para a França e que eles se reproduziram depois e perpetuaram raça.
A história do Sagrado apresenta diversas versões.
A primeira é que em 1918 foram importados um casal de Sagrados para a França porém o macho morre e deixa fêmea prenha dando a luz a uma ninhada que foi a origem da raça. 
Outra versão diz que o Sagrado, surgiu do cruzamento de um Siamês com um Persa porém.
No entanto se sabe de fato datado e registrado historicamente que em 1926 em uma exposição felina parisiense, todos ficaram encantados e chocados com a beleza de uma gata que até então a raça era desconhecida, essa gata era Poupèe de Madalpour que foi a primeira Birmânia da Historia descendente direta desse templo.
Em seguida em 1930 lotou as expos felinas um soberbo macho seal point chamado Dieu D'Arakan.
A segunda guerra mundial colocou a duras provas as seleções até então feitas pelos criadores: Sobreviveram dois casais de Sagrados, e então graças a esse dois casais se trabalhou para o reconhecimento da raça, que veio então em 1966.
As primeiras cores forma o Seal e a diluição Blue.Somente em 1974 forma introduzidas as cores Chocolate e a diluição Lilac, obtidos de cruzas com persas e Siameses.
Em 1978 foi dado o início a seleção das cores red e cream, sendo dessa raça as gatas de cor laranja e creme as mais raras. Em 1983, 1984 foi introduzido a variedade Tabby
Fonte: Associazione Italiana Del Sacro di Birmania A.I.Bir 

## Características físicas
Possuem cabeça grande e redonda, nariz curto (porém não achatado), e grandes olhos redondos e de um azul profundo. Possui luvas brancas nas patas, por isso muitos o chamam de "o gato de luvas". Têm o pelo médio longo. O corpo é sempre um "tom sur ton" em relação a cor sólida da máscara, logo, para seal que tem a máscara preta o corpo tem uma coloração cor de "capuccino" e o Blue que é o cinza, tem um manto branco mármore. Contrastando com a face, orelhas, pernas, cauda e genitais que são mais escuras.
Ele faz parte do grupo de gatos que ostenta marcação branca nos pés. São as chamadas luvas, cujo formato ideal desafia a criação. O padrão do Sagrado da Birmânia, ressaltam vários especialistas, é um dos mais detalhados e rígidos da gatofilia, dificultando a obtenção de exemplares de grande qualidade.

### Aparência geral
São gatos de pelo longo, saudáveis, musculosos, com movimentação equilibrada. A pelagem não forma nós, nem cachos (com exceção da região do abdômen). As fêmeas (peso ideal a partir de 3 kg chegando a 5 kg, sem aparentar ser gordo) são bem menores do que os machos (que podem chegar a 8 kg, sem aparentar ser gordo). A cauda é sempre sinuosa e ereta dando a ideia de uma "flama".

#### Cabeça
Forte, de tamanho médio e formato arredondado; vista de perfil, mais longa que larga. As mandíbulas fortes, o queixo, bem desenvolvido e as bochechas, salientes.

#### Nariz
Alongado, com as narinas que apontam para baixo; pode apresentar pigmentação rosada. O nariz romano é o ideal, sem stop, ou pouco marcado.

#### Orelhas
O comprimento é aproximadamente igual à largura na inserção. As pontas são redondas, inseridas moderadamente afastadas e bem providas de tufos de pelos.

#### Olhos
São arredondados, levemente amendoados, grandes, sempre azuis (de preferência bem escuros, o mais intenso possível), independentemente da cor da pelagem. Inseridos relativamente distantes. Apesar de raríssima é também aceita a coloração azul tendendo ao lilás.

#### Pescoço
Possui comprimento médio e é bem musculoso.

#### Corpo
De ossatura forte, retangular.

#### Cauda
A cauda apresenta comprimento médio, em proporção com o corpo, formando uma pluma.

#### Tamanho
De médio a grande.

#### Pelagem
De comprimento médio para longo, textura sedosa. O colar é desejável, especialmente nos machos. Menos espessa do que a dos persas, não forma nós e, por isso, dispensa as escovações muito frequentes. Ao ser tocada com os olhos fechados deve dar a sensação de seda pura.

#### Faltas
Pontos brancos nas pontas escuras, manchas escuras no abdômen e ventre, luvas altas demais.

#### Cores
Atualmente existem no total 20 cores. As primeiras cores foram as cores chamadas "sólidas" : O Seal point (cor inicial do Sagrado), o Blue point. Depois vieram as diluições respectivas : O Chocolate do seal e o Lilac veio do blue. Não existem cores raras para essa raça, as cores dependem da linhagem dos pais, e características genéticas de ambos. As cores mais populares são o Seal point, Blue point, Seal tabby e Blue tabby, Red point e as Torties.
As Torties "tartarugadas" são a mistura das cores sólidas com manchas red (laranja) ou das cores diluídas com o cream (um laranja mais claro). 
Os Tabbys são os tigrados e os points os de máscara de uma cor só sem manchas ou listras.
São 4 máscaras (point, tabby, tortie e torbie) para cada cor : Seal (preto), Blue (cinza escuro), Chocolate (marrom), Lilac (cinza claro) e 2 máscaras para as colorações red e cream.

#### Cuidados Gerais
Diferente de outras raças de pelo longo ou médio longo, seu pelo não faz nós; pelo contrário, seu pelo tem fibras finas que a escovação excessiva arrebenta e não permite que todo o esplendor e sua beleza natural sem igual venha a tona. Um gato belíssimo e sem frescuras. 

#### Peculiaridades
Os Sagrados da Birmânia, por serem gatos "ColorPoint", assim como os siameses, nascem brancos, e apenas um criador experiente consegue ver as cores em alguns dias. E a evolução da sua cor aparecerá em sua totalidade em até 2 anos de vida para as cores mais claras.
Temperamento
O Sagrado da Birmânia adota somente um dono para toda a vida, e pode sofrer de depressão quando o dono se ausenta por um período longo. É uma das raças senão a mais doce e sociável, como todos os que vivem na casa e com estranhos. Se adapta bem á crianças e e a outros animais. 
Conhecido como o gato cachorro, por que tem o temperamento sociável e adaptável, e inclusive nas brincadeiras, pois gosta de apanhar bolinhas. É muito inteligente. 
Também conhecido como o "gato gentil" pois diferente das outras raças, quando com filhotes e fêmeas, os machos esperam a sua vez de comer, deixando os filhotes e mães comerem primeiro.
É inteligente, comunicativo e muito companheiro.
É uma raça ideal para apartamento.